# Dimorphostylis horai
Dimorphostylis horai är en kräftdjursart som beskrevs av Kurian 1956. Dimorphostylis horai ingår i släktet Dimorphostylis och familjen Diastylidae. Inga underarter finns listade i Catalogue of Life.